# Rupee

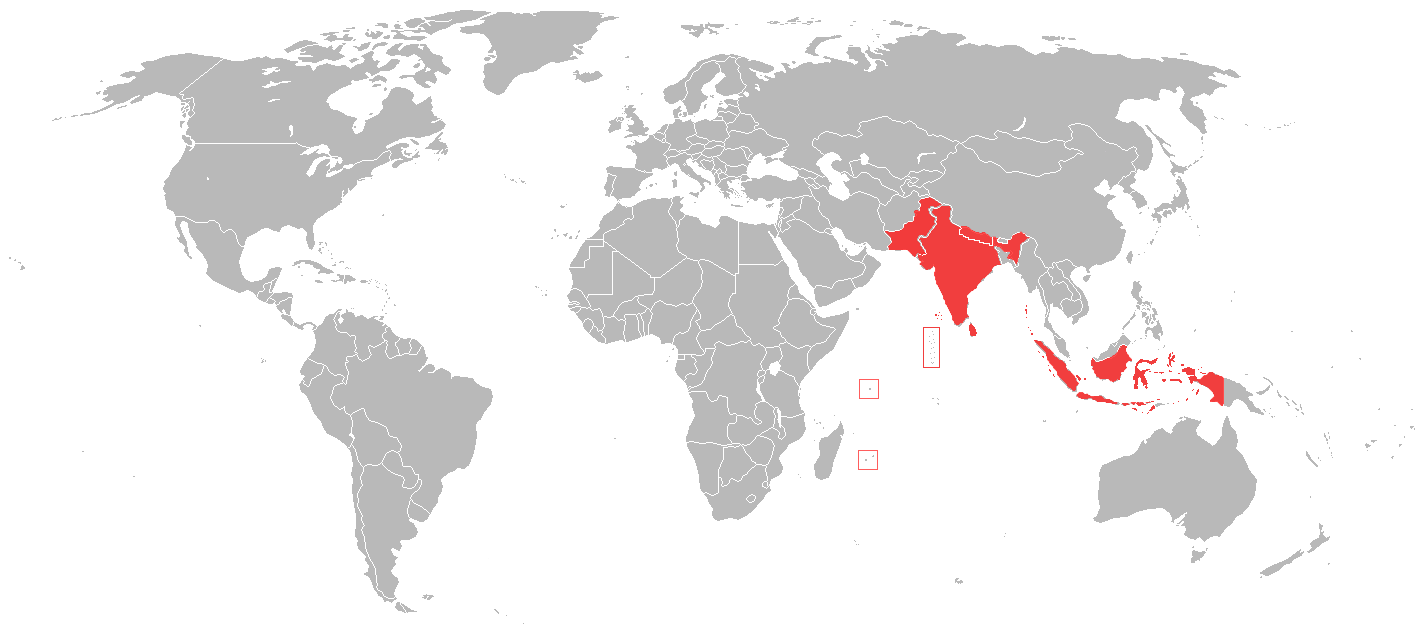
Các nước có rupee là tên của tiền tệ chính thức.

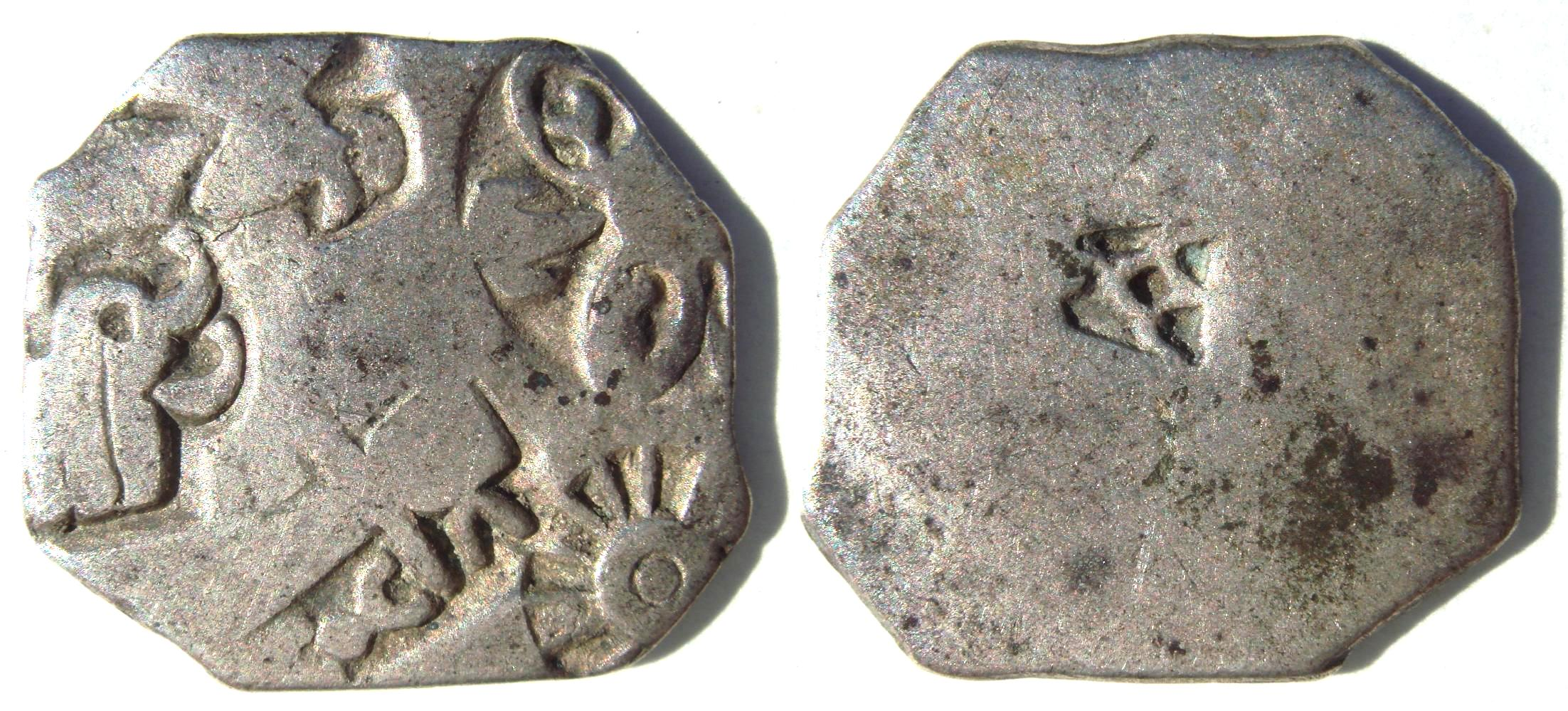
Đồng xu bạc của Đế quốc Maurya, với tên khác là Rupyarupa, với dấu hiệu bánh xe và voi, thế kỷ 3 TCN

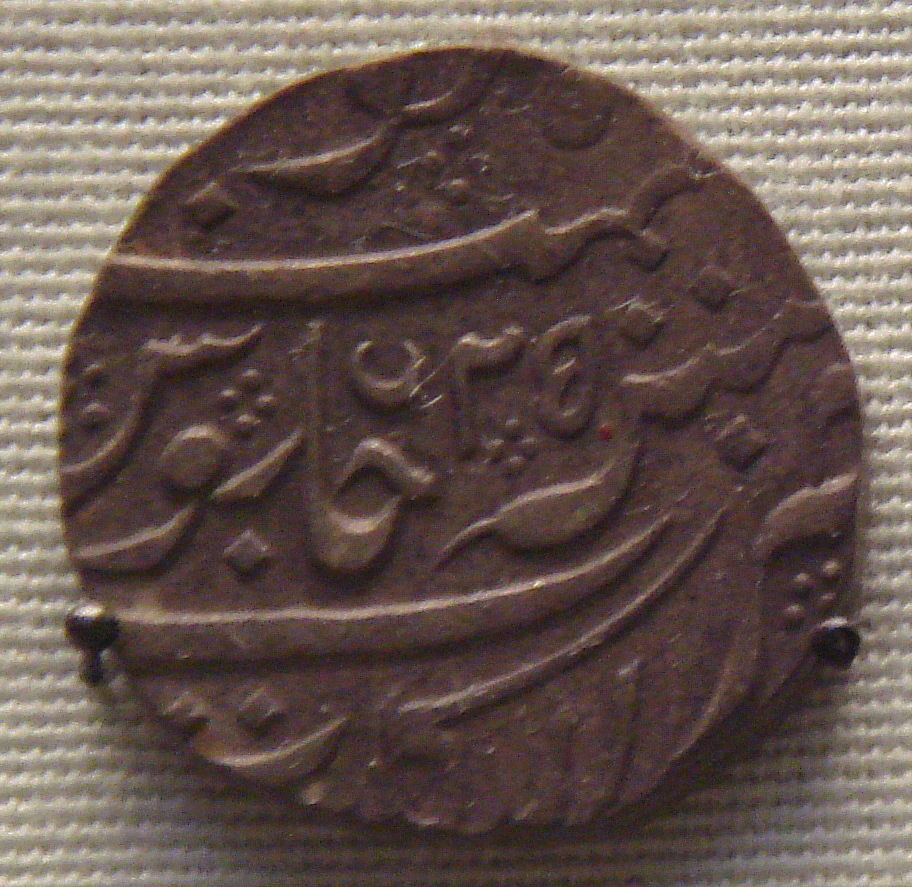
Công ty Đông Ấn Pháp phát hành đồng rupee theo danh nghĩa của Mohammed Shah (1719–1748) để lưu hành tại Bắc Ấn Độ, sản phẩm đúc tại Pondicherry.

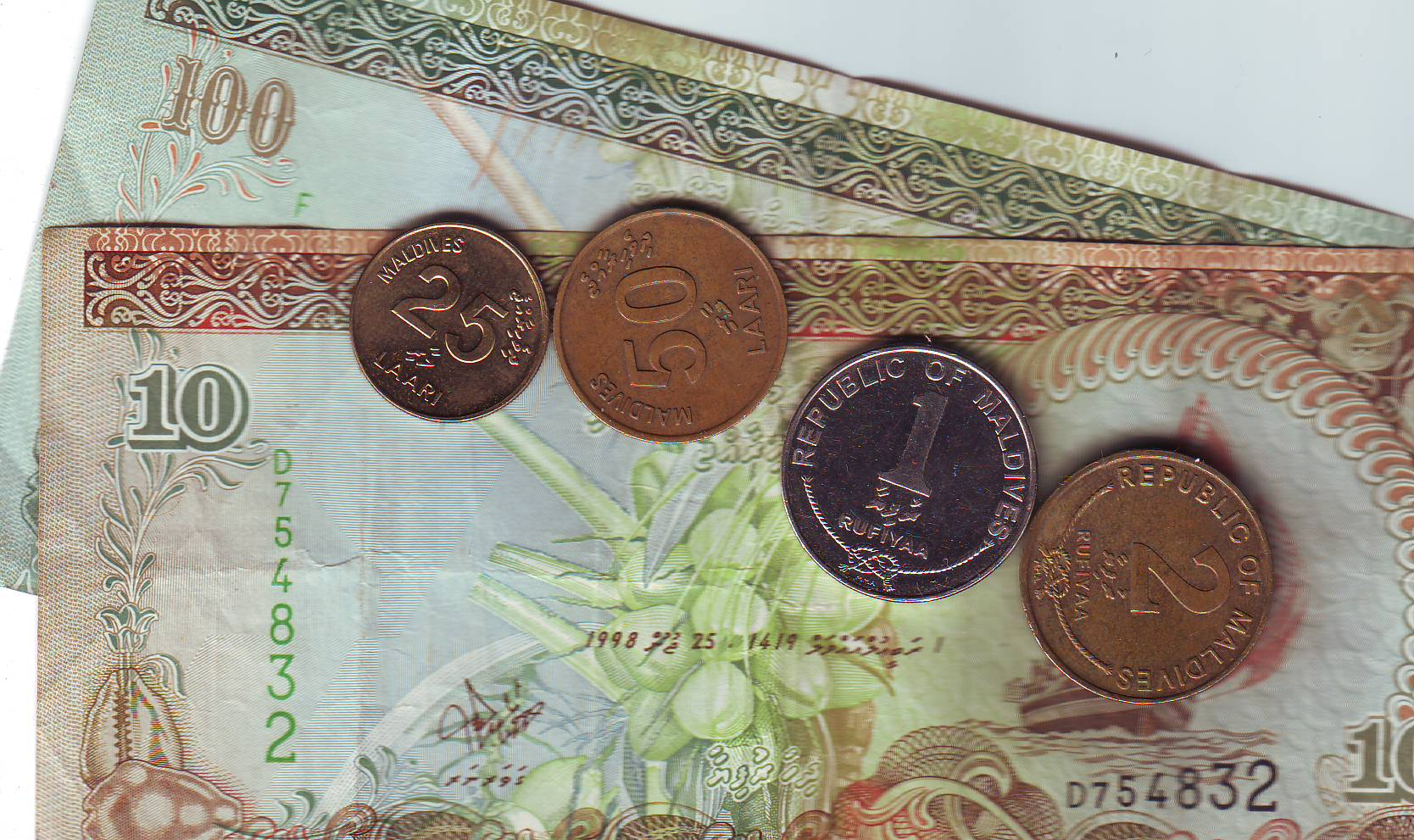
Rufiyaa của Maldives

Rupee là tên chung cho các đồng tiền tệ của Ấn Độ, Sri Lanka, Nepal, Pakistan, Indonesia, Mauritius, Seychelles, Maldives, và các đồng tiền cũ của Miến điện và Afghanistan.
Tại Maldives, tên của tiền tệ là rufiyah, từ có cùng nguồn gốc với từ Hindi rupiya. Đồng rupee Ấn Độ (₹) và rupee Pakistan (₨) được chia nhỏ thành 100 paise (số ít paisa) hoặc pice. Đồng rupee Mauritius và Sri Lanka được chia thành 100 cents. Đồng rupee Nepal được chia thành 100 paisas (cả số ít lẫn số nhiều) hoặc 4 sukas hoặc 2 mohors.

## Các nước sử dụng đồng rupee hoặc tương tự
| Nước       | Tiền tệ          | ISO 4217 code | Tỷ giá với USD ngày 2016-03-02 |
| ---------- | ---------------- | ------------- | ------------------------------ |
| India      | Rupee Ấn Độ      | INR           | 67.66 Indian Rupees            |
| Nepal      | Rupee Nepal      | NPR           | 108.30 Nepalese Rupees         |
| Maldives   | Rufiyaa Maldives | MVR           | 15.40 Maldivian rufiyaa        |
| Indonesia  | Rupiah           | IDR           | 13,270.00 Indonesian Rupiahs   |
| Pakistan   | Rupee Pakistan   | PKR           | 104.75 Pakistani Rupees        |
| Sri Lanka  | Rupee Sri Lanka  | LKR           | 144.75 Sri Lankan Rupees       |
| Mauritius  | Rupee Mauritius  | MUR           | 35.98 Mauritian Rupees         |
| Seychelles | Rupee Seychelles | SCR           | 13.30 Seychellois Rupees       |